# Addio, Alexandra
Addio, Alexandra è un film del 1969 diretto da Enzo Battaglia.

## Trama
Stefano ed Elisabetta, due giovani coniugi separati, si recano, per una breve vacanza, in Olanda. Costei, innamorata del marito Willy, al quale è sempre stata fedele, è una donna posata e riflessiva, ma ben presto gli inquieti rapporti tra Stefano ed Elisabetta finiscono per turbarla. Innamoratasi di Stefano, e restia dapprima a tradire Willy, Alexandra finisce per concederglisi.